# 艾滋病
获得性免疫缺陷综合征（英語：acquired immunodeficiency syndrome），通称艾滋病，ICD-11称人类免疫缺陷病毒病，是一种由人類免疫缺乏病毒（HIV）感染造成的疾病。目前，该病尚无有效的治疗方法，人们一旦感染艾滋病毒，就会终生携带，但通过妥善治疗，艾滋病毒可得到控制。
HIV以人体的免疫系统作为攻击目标，在没有任何治疗手段介入的情况下，艾滋病感染者的免疫系统将逐渐被HIV摧毁，直至丧失几乎所有免疫能力。
临床上一般将艾滋病分为四个阶段：急性感染期、潜伏期、症状期，以及典型AIDS发病期。在HIV的急性感染期，大部分感染者不会出现明显症状，但也有部分感染者出现类似流感的症状。HIV急性感染阶段后，艾滋病进入潜伏期，这一时期感染者仍然不会出现明显症状。艾滋病的潜伏期长度介于数月到20年之间。根据统计，艾滋病潜伏期的平均长度大约是10年。最后，HIV感染者的免疫系统几乎被HIV摧毁。艾滋病进入症状期会几乎失去所有免疫力的患者将很快死于感染或恶性肿瘤。一般将病程处于急性感染期与潜伏期的感染者称为“HIV携带者”，而将进入症状期（发病期）的感染者称为“艾滋病人”。
HIV以人体免疫系统中的CD4+ T细胞（辅助性T细胞，Th）为攻击目标。在急性感染阶段，HIV通过gp41与gp120组成的复合体侵入CD4+ T细胞，导致CD4+ T细胞的数量开始下降。侦测到HIV存在的免疫系统很快会作出反应，杀死大部分的HIV，令CD4+ T细胞的数量几乎恢复到正常水平。但HIV病毒通过高频率的突变，最后能逃过免疫系统的追捕，转为潜伏状态。在HIV处于潜伏状态的潜伏期，CD4+ T细胞的数量持续下降。最后，当CD4+ T细胞数量下降到极低水平、HIV病毒上升到一定水平后，艾滋病也随之进入症状期。没有CD4+ T细胞辅助的后天免疫系统几乎失灵，免疫系统将难以杀灭侵入机体的病原体以及体内发生癌变的细胞，患者很快就会死于感染或恶性肿瘤。
引发艾滋病的HIV是一种逆转录病毒。HIV暴露在空气中之后会在几秒钟到几分钟之内全部死亡。艾滋病的主要传播方式包括血液传播、母婴传播，以及性传播。一些体液，如唾液、汗液和泪液，不会传播HIV。
20世纪初期至中期，在非洲中西部，HIV由其他灵长类动物传给人类。1981年，美国确认了首例艾滋病感染者。艾滋病作为一种广泛传播的传染病，其流行状况在发展中国家尤其不乐观。至今艾滋病的传播仍未受到有效控制。据世界卫生组织统计，截至2021年，全世界约有3840万人携带艾滋病毒，2021年度新增感染者约150万人、死亡约65万人，其中，有约2,060万名HIV感染者生活在东部和南部非洲。自艾滋病毒流行以来截至2021年12月，已有约8,420万人感染艾滋病毒，约4,010万人死于艾滋病相关疾病。艾滋病是人類歷史上致死人數最多的流行病之一。
艾滋病作为一种疾病以及以及许多歧视的根源，对社会产生了巨大影响。艾滋病也有很大的经济影响。人们对艾滋病有很多误解，例如认为它可以通过偶然的非性接触传播。艾滋病已经成为许多涉及宗教的争议的对象，包括天主教会不支持用安全套预防艾滋病的立场。自20世纪80年代被发现以来，它已经吸引了国际医学和政治上的关注，以及大规模的资金。
目前，随着抗艾滋病药物的发展，在得到妥善治疗的前提下，艾滋病感染者的预期生存期已得到很大程度的延长。目前的治疗方案能将艾滋病毒的数量控制在很低水平。根据估计，如果一个20岁的青年人在1996年患上艾滋病，他只能活到大约39岁。如果一个同样的20岁青年在2011年患上艾滋病，他可以活到大约70岁。

## 历史

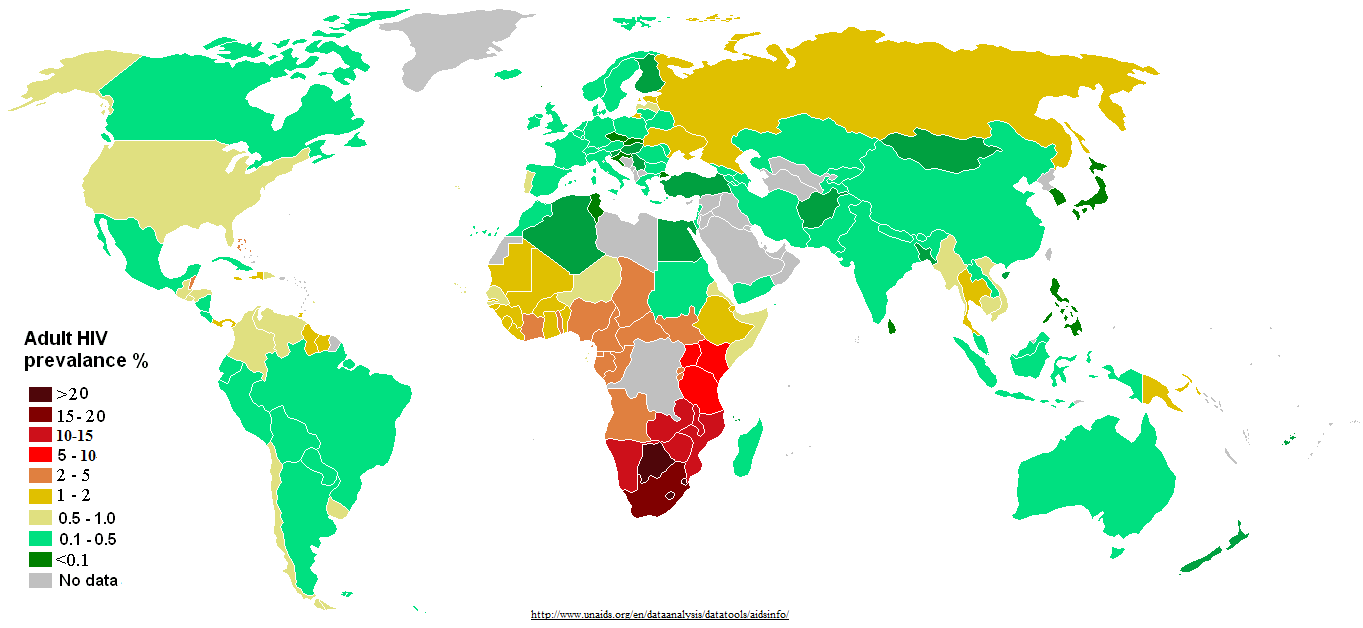
在2005年年底各国青壮年（15–49岁）艾滋病流行程度估计。

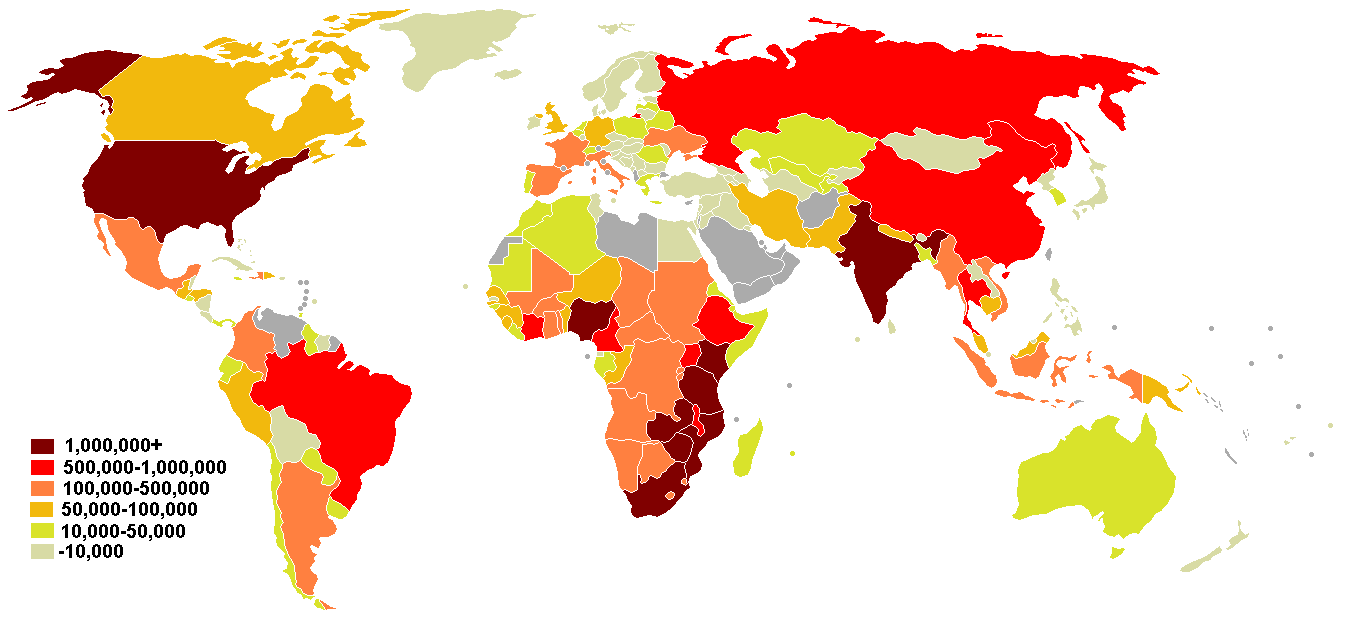
各国艾滋病患者人数估计

2004年每10万人因为艾滋病导致的失能调整生命年
无数据
≤ 10
10–25
25–50
50–100
100–500
500–1000
1000–2500
2500–5000
5000–7500
7500-10000
10000-50000
≥ 50000

經溯源研究，發現愛滋病毒最早出現在約1920年代的非洲比屬剛果金沙萨，由西非中部的黑猩猩傳給人類，後來愛滋病毒由此處開始蔓延全球。
1981年5月18日，同性戀報紙《New York Native》首次報道了具有艾滋病症狀的病例，不過該報紙沒有確認他們患有的疾病是艾滋病。1981年6月5日，美國疾病控制與預防中心通報全球首5宗愛滋病毒感染案例，這5起病例是一群毒品注射者和男同性恋者，當時醫學界沒有弄清他们免疫力受损的原因，但這5例患者都出现了耶氏肺孢子虫肺炎患者才有的症状。此後不久，又有大量的同性戀男性患上了一種罕見的皮膚癌，即卡波西肉瘤。隨著更多的耶氏肺孢子虫肺炎和卡波西肉瘤病例的出現，使得美国疾病控制与预防中心有所警覺，他們為此特地成立了一個工作小組來監測疫情。自此人類便展開了與這頭號傳染病的漫長抗爭。在愛滋病發現之初，醫學界對其了解甚少，苦無醫治對策，染病者只好受折磨至死。直至1995年終首現曙光，雞尾酒療法的發明與廣泛應用均延緩了大多數感染者的發病時間，使死亡率開始大幅下降。及至2010年代，科學家仍在進行大量研究與臨床實驗，以盡快找出徹底根治的方法。多數學者認為人類免疫缺乏病毒是20世紀從撒哈拉以南的非洲地區蔓延開來，至今已成為全球性的大流行病。
而艾滋病在2005年造成約300萬人死亡，當中約57萬是兒童，三分之一的死亡案例發生在非洲撒哈拉以南，間接造成經濟發展遲緩以及人力資本的匱乏，超越了疾病本身的層次，後天免疫缺乏症候群使得社會議題更加棘手。根据统计，每天有1,800名新生儿一出生就感染上艾滋病毒，45%的感染儿童在2岁之前死亡。儘管目前研製的藥物能夠抑制病毒的活性及減緩病程發展，間接減少感染後的死亡率和发病率，但副作用及侷限仍很明顯，且並非所有國家都有能力取得這些藥物，這種情況在發展中國家更為嚴重，當地卻同時是後天免疫缺乏症候群患病率較嚴重的地區，且事實上仍未有任何藥物獲得證實能根治愛滋病，因此愛滋病目前已是全世界公共卫生监测的重要指標之一，各國政府也透過立法試圖控制傳染的規模，並藉由各種教育宣傳手段，增加全人類對該疾病的認識。
HIV分為兩种：HIV-1型与HIV-2型。
HIV-1型依病毒演化分析分為M（major）group、N（non-M, non-O）group及O（outlier）group。其中的M group病毒已遍佈世界而造成全球性流行病毒。而N group及O group則相當少見，多見於中西非，美國及歐洲則有少數案例，亞洲尚未發現。若深入分析，可發現HIV-1型的次亞型共有10種之多，分別為M group的(A, B, C, D, F, G, H, J, K)與流行重組型（circulating recombinant forms，CRFs）組成。HIV-2型由於病毒效價較低及水平和垂直感染的比率較低，目前僅流行於西非，因此HIV-1型的毒性与传染性均高于HIV-2。
HIV-1型和其它在很多靈長類動物中发生的引起类似艾滋病的病毒有密切关系，並曾一度被认为是在二十世纪初期从动物传染给人类的，儘管有一些证据表明在更早的一些个别案例中可能已经有艾滋病在传播了。但是传播的具体动物源、时间和地点（或者有多少传播来源）都是未知的。与人类相同的HIV在非洲的小人猿（黑猩猩）中都有发现，但这并不能证明人类身上的HIV最早来源于黑猩猩，或人类和黑猩猩的HIV是从第三方获得的。
2007年与2008年，“柏林病人”蒂莫西·雷·布朗在接受两次骨髓移植与干细胞移植后，其体内的艾滋病毒被免疫系统清除，而被认定为全球首位艾滋病痊愈患者。2016年，“伦敦病人”亚当・卡斯蒂列霍亦经成体干细胞移植后被治愈，被认定为全球第二位艾滋病痊愈患者。2022年2月，据《细胞》期刊载，一位混血女性于2017年8月接受臍帶血移植后，在停止抗反轉錄病毒藥物治疗后的14个月内未发生艾滋病毒反弹。2023年2月，据《自然-医学》期刊载，罹患HIV-1型的杜塞尔多夫患者于2013年移植了和“柏林病人”、“伦敦病人”一样的同种异体造血干细胞CCR5Δ32/Δ32后被治愈，其中断抗反轉錄病毒藥物治疗的四年后，未出现病毒反弹。
截至2023年2月，全球仅有五位艾滋病患者被确诊治愈，同时，2021年全球有150万人新感染艾滋病毒，约有3,840万人感染艾滋病毒，其中3,670万人是成年人，170万人是小于15岁的儿童，妇女和女童占比54%。2021年全年，全世界约有65万人死于艾滋病相关疾病，2004年该数字为200万人，2010年为140万人。截至2021年年底，全球有2,870万HIV感染者 (75%) 正在接受抗逆转录病毒疗法。自艾滋病流行以来，已有约4,010万人死于艾滋病相关疾病。

## 病因

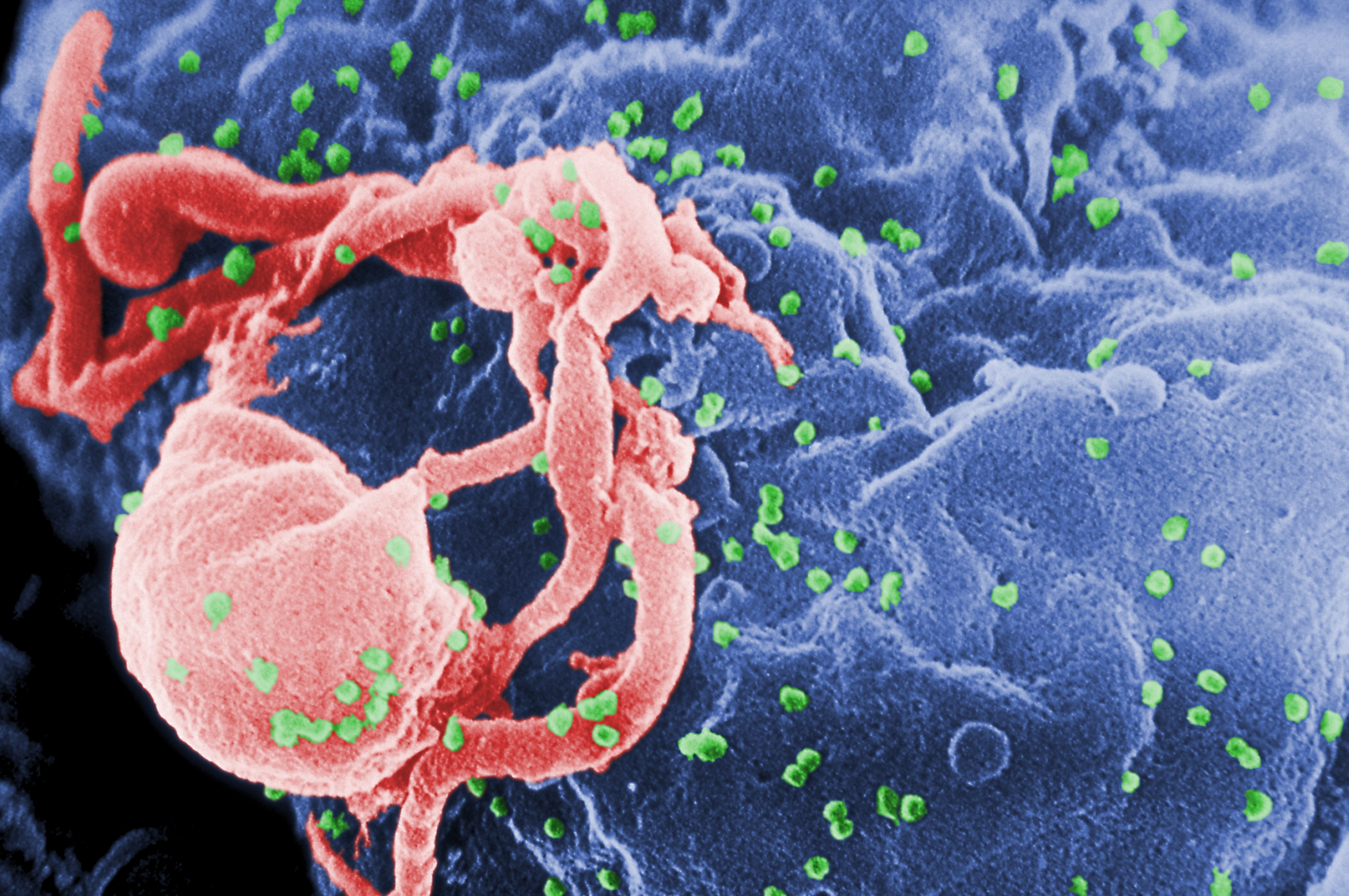
掃描式電子顯微鏡視野下可見，HIV-1病毒正從培養出來的淋巴球出芽，準備進一步散佈開來

普遍認為，人類免疫缺陷病毒的感染導致艾滋病，人類免疫缺陷病毒通常也俗稱為「艾滋病病毒」或「艾滋病毒」，艾滋病是後天性細胞免疫功能出現缺陷而導致嚴重隨機感染及/或繼發腫瘤並致命的一種疾病。
人類免疫缺陷病毒屬於一種反轉錄病毒，主要針對人類免疫系統重要的組成進行感染並改變其運作模式，包括輔助型T細胞、巨噬細胞、和樹突細胞等，其中又以直接破壞細胞膜上具有CD4辨識蛋白特徵的T細胞（簡寫作CD4+T細胞）的結果最為嚴重，因為CD4+T細胞是人體免疫系統辨識外來物質過程中，不可或缺的元素之一，一旦CD4+T細胞受到感染而不表現CD4辨識蛋白，或甚至造成此種細胞死亡，導致每微升血液中CD4+T細胞數量低於200時，細胞免疫就幾乎完全失去功能，進而導致平時不易感染健康人類的微生物得以大肆入侵。
由於受HIV感染個體無法有效分辨敵我，最後導致嚴重的各種感染症，總稱後天免疫缺乏症候群。後天免疫缺乏症候群患者所遭遇嚴重的病理呈現，主要源自於人類免疫缺乏病毒的感染。
根據流行病學統計，在未使用抗反轉錄病毒藥物治療的情況下，自感染病毒至出現症狀的潛伏過程的中位數約為9至10年，自正式出現後天免疫缺乏症候群起算，存活時間的中位數亦僅有9.2個月然而，臨床觀察到的疾病進程速度受到許多因素影響，在個體之間有很大的變異，短則兩週、長可達20年。這些因素甚至也包含了愛滋病毒所攻擊的免疫系統總體狀況，因此從感染開始到發病，甚至其變化程度，都一直受到感染者免疫力和病毒活動之間的互動所影響。舉例而言，一般年長者免疫力較差，因此相對於年輕患者而言，病程發展迅速的風險較高；醫療的品質和同時存在的感染症（如結核）也會使得HIV感染者處於較為不利的狀態。
此外，遺傳也左右了感染過程和感染後的狀況，有些人因帶有編號為CCR5-Δ32的突變基因，對特定的HIV株具有抵抗力。更有研究指出，罗马帝国子民后代更易感染HIV：在西班牙、意大利和希腊这些长期处于罗马帝国核心的地方，他们的CCR5-Δ32基因出现率为0%-6%。而在罗马帝国边疆地区、比如英格兰和德国，这种基因出现率则是8%-11%。那些从来没有被罗马占领过的国家，CCR5-Δ32基因出现率更高。该基因变异的频繁度，正与古罗马版图的变迁吻合。此外，由於HIV本身在演化過程中亦會產生變異，不同品系也可引起不同程度的臨床表現，一般患者會發熱，頭痛以及後頸痛得像被火燒一樣等感覺。

## 診斷

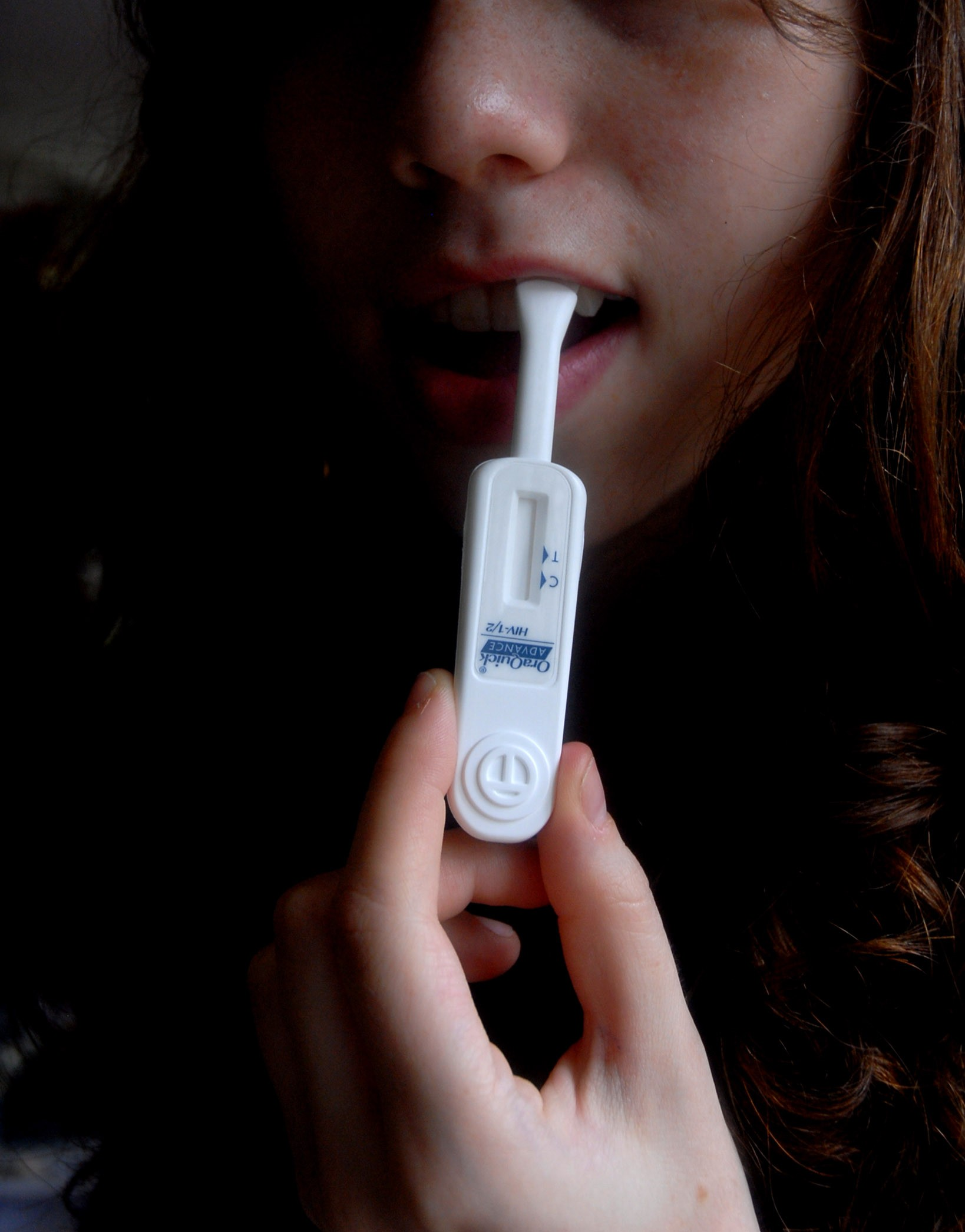
近年新興的唾液快速測試，免除傳統打針抽血的痛楚

愛滋病毒屬濾過性病毒，由於其體積極為微小，現有的檢測方法不能準確检出病毒存在，但身體會自然產生抗體對抗病毒，抗體增長在一段期間後將達至可被驗出的程度，這段期間稱為空窗期（或窗口期），由11天（最快）至三個月不等，亦有個別例子長達六個月，世衛及多數國家政府則採用三個月為準。在空窗期間接受愛滋抗體測試，有機會呈假陰性反應，因此必須等待懷疑受感染日起計最少三個月後接受測試，才可得出較準確結果。亦有少數發達國家（如日本）採用抗原抗體聯合檢測方法并規定此方法的空窗期為兩個月（60日）。愛滋病毒抗體測試一般以抽取血液為主，有個別機構則採用尿液樣本化驗。以往，血液測試報告需等候一天至數天不等，自從民間團體引入新興的快速測試後，愛滋抗體血液結果縮短至幾分鐘至十多分鐘不等。除到指定政府機構、民間志願團體或私立化驗所接受愛滋病抗體測試外，亦可自行到醫療網站訂購價錢大眾化的愛滋病自我檢測器。若測試結果證實為陽性，則必須盡快到政府愛滋病專科就診及定時服藥。
自1981年發現愛滋病以來，流行病學專家曾提出各種不同的定義，以監測疾病擴散情況，例如1985年的班基定義和1994年世衛愛滋病例擴充定義，然而臨床上對病人的分級診斷卻因為該定義的檢測效果不佳，因而未能大量採用。在發展中國家，世界衛生組織採用臨床表現和實驗數據作為分級依據，而在已開發國家中，則主要採用美國的分類系統。

## 病程与表现

在未经治疗的 HIV 感染的平均过程中，HIV 拷贝数（病毒载量）和 CD4⁺T细胞计数之间的关系的概括图；任何特定个体的疾病过程可能会有很大差异。
CD4^{+} T 细胞计数 (每 μL 细胞)
HIV RNA 拷贝数(每毫升血浆)

若以伺機性感染而言，肺囊蟲肺炎、隱球菌性腦膜炎、肺結核、沙門氏菌感染等比較常見；若以症狀來看，其體重減輕、慢性咳嗽、慢性腹瀉是常見的症狀。
染上愛滋病毒後至病發的潜伏期由幾個月（最快）至10年或以上不等，根据临床表现，将其病程分为四期：

### 急性感染期
愛滋病病毒进入人体后，会在24-48小时内到达局部淋巴结，约5天左右在外周血中可以检测到病毒。感染后1周内，最早受感染的细胞在局部增殖，使病毒进一步扩散、感染次级淋巴器官。感染第2周时，血液和组织中的病毒复制达到高峰，在感染后4周，血浆病毒载量下降到一个相对稳定水平。
病毒在快速繁殖期间，每毫升血液中的病毒含量可达数百万，同时CD4+细胞数量也会显著下降。随后，CD8+细胞开始活动，杀死被感染的细胞，免疫系统也开始产生抵抗艾滋病病毒的抗体。CD8+细胞的活动被认为是控制病毒水平的要素之一。如果它们反应强劲，就可以延缓病程，但是并不能清除所有病毒。CD8+细胞活动逐渐减弱消失后，CD4+细胞的水平也恢复到每微升800左右（正常值是1200左右）。在这个阶段（通常是感染后的2～4周），大多数病例都会产生类似流感或者单核血球增多症的病症，这被称作急性HIV感染。常见的症状包括發烧，淋巴结病症，咽炎，皮疹，肌肉疼痛，疲乏，口腔溃疡，还可能包括头痛，恶心，呕吐，腹瀉，肝/脾肿大，体重下降，鹅口疮，神经系统病变等。每个病例的具体症状各有不同，每种症状是否发生皆有可能。这些症状的持续时间平均约28天，通常至少要有一周。因为这些症状没有特异性，所以经常未被认为是感染了艾滋病病毒的征兆。甚至病人就医时医生亦可能误诊为有相似症状的，其他更常见传染病。因此，这些症状并不能作为确诊艾滋病病毒感染的依据。但是遇到这些症状时仍然需要格外小心。因为病人此时血液中的病毒含量很高，他们的传染性非常强。而通常发热、周身不适症状等出现后5周左右，血清HIV抗体可呈现阳性反应。

病毒結構

愛滋病急性期症状至少高危行为后的第三天才会有部分出现，而这种症状不会发生在高危的10周以后，绝大部分人出现急性症状的时间是在10-14天，持续时间1到2周，而需要知道的是有50%以上的艾滋病感染者初期是不出现急性期症状的。
艾滋病感染者出现初期症状的比例：
1. （80%）
2. 嗜睡和全身不适（70%）
3. 肌肉痛和关节痛（50 - 70%）
4. 淋巴结肿大（40 - 70%）
5. 盗汗（50%）
6. 胃肠炎（50 - 70%）
7. 腹泻（30%）
8. 口腔溃疡（10 - 30%）
9. 神经性头痛（40 - 70%）
10. 皮疹（40 - 80%）
11. 生殖器溃疡（5 - 15%）
12. 血小板减少（45%）
13. 白细胞减少（40%）
14. 转氨酶上升（20%）

### 临床潜伏期
免疫系统的强烈反应抑制病毒活动，并能减少血液中的病毒数量。在临床潜伏期内，感染者可以没有任何临床症状，但潜伏期内病毒不是静止的，也不是人体的安全期，病毒会在人体内持续复制，不断破坏免疫细胞。潜伏期的长度受很多因素的影响，从2年、3年到最长可达20年，平均約8年。在临床潜伏期的早期，病毒通常藏身于淋巴结内。由于CD4+细胞是艾滋病病毒的主要靶细胞之一，同时亦在免疫系统中占有关键地位，因此除了病毒含量，CD4+细胞数也是监测病程的重要指标。通常一旦每微升血液中的CD4+细胞数少于200时，或者CD4+细胞在淋巴细胞中所占比例少于14%时，细胞免疫机能已经难以维持，病人即将进入艾滋病前期。

### 艾滋病前期
病人出现腹股沟淋巴结以外的两处以上不明原因的淋巴结肿大持续3个月以上，并出现全身症状，如無故发热、疲劳、食欲不振、消瘦、体重下降、睡眠時冒汗等症状。从潜伏期后开始出现艾滋病相关的症状和体征，意味着病人从潜伏期进入到艾滋病前期，对这一病程的症状与疾病有很多命名，包括“艾滋病相关综合症”、“淋巴结病相关综合症”、“持续性泛发性淋巴结病”、“艾滋病前综合症”等。这一病程的病人已具备了艾滋病最基本特点，即细胞免疫缺陷，只是症状较轻而已。

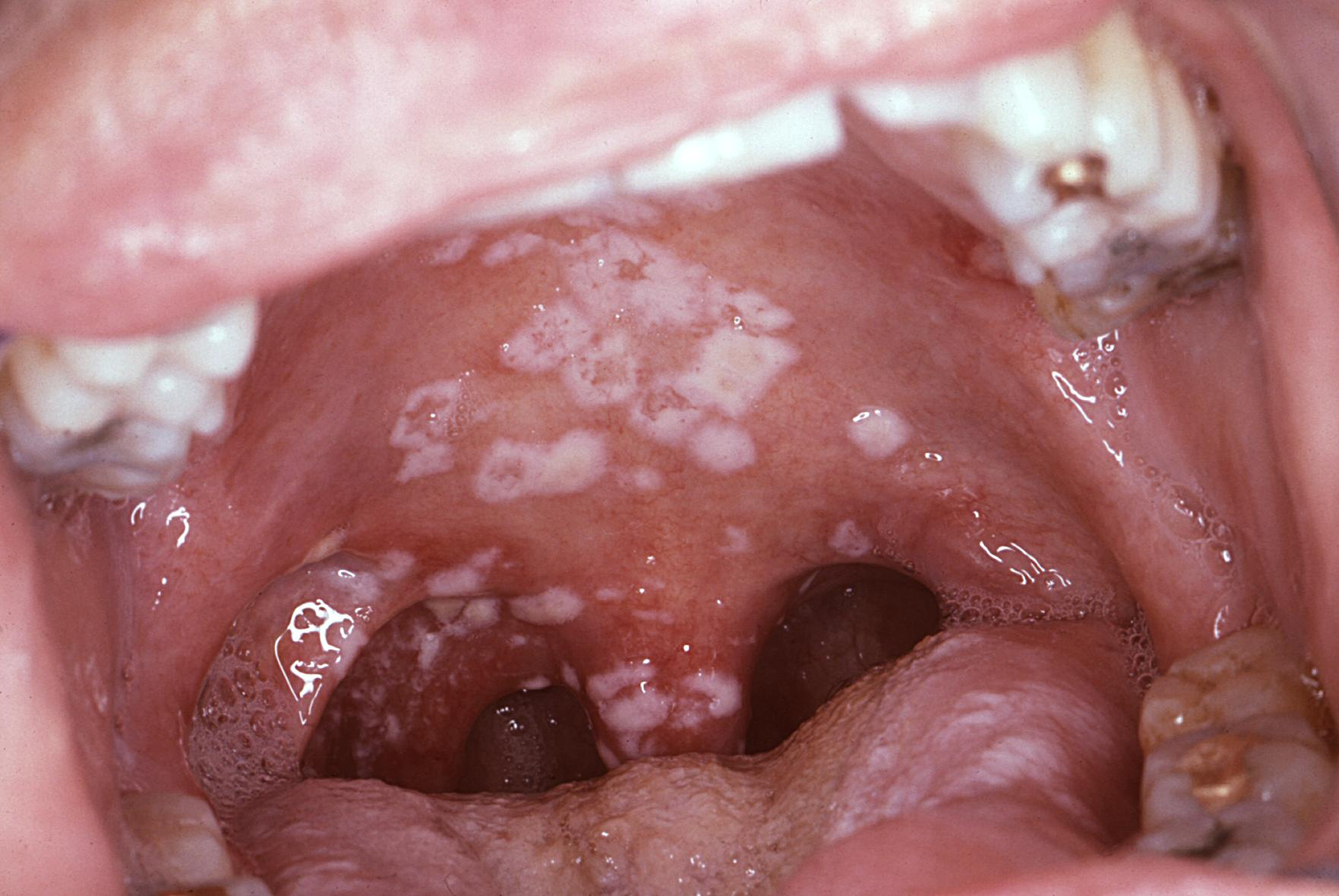
愛滋發病期症狀

### 典型的艾滋病期
这一病期又被称为致死性艾滋病，是艾滋病病毒感染的最终阶段，此时病人的CD4+T淋巴细胞计数明显下降，少于200个/µL，HIV血浆病毒载量明显升高。突出表现为致病性感染，其中包括原虫、真菌、病毒、细菌感染，恶性肿瘤的发生等，根據香港衛生署的數字顯示，最常見可被界定為愛滋病發的併發症依次序為肺囊虫肺炎、結核病、真菌感染、馬爾尼菲青黴菌、卡波西氏肉瘤、分枝桿菌、巨细胞病毒等。進入這階段的病人一般不會存活超過九個月，然而醫學的進步，存活的時間也可能延長。

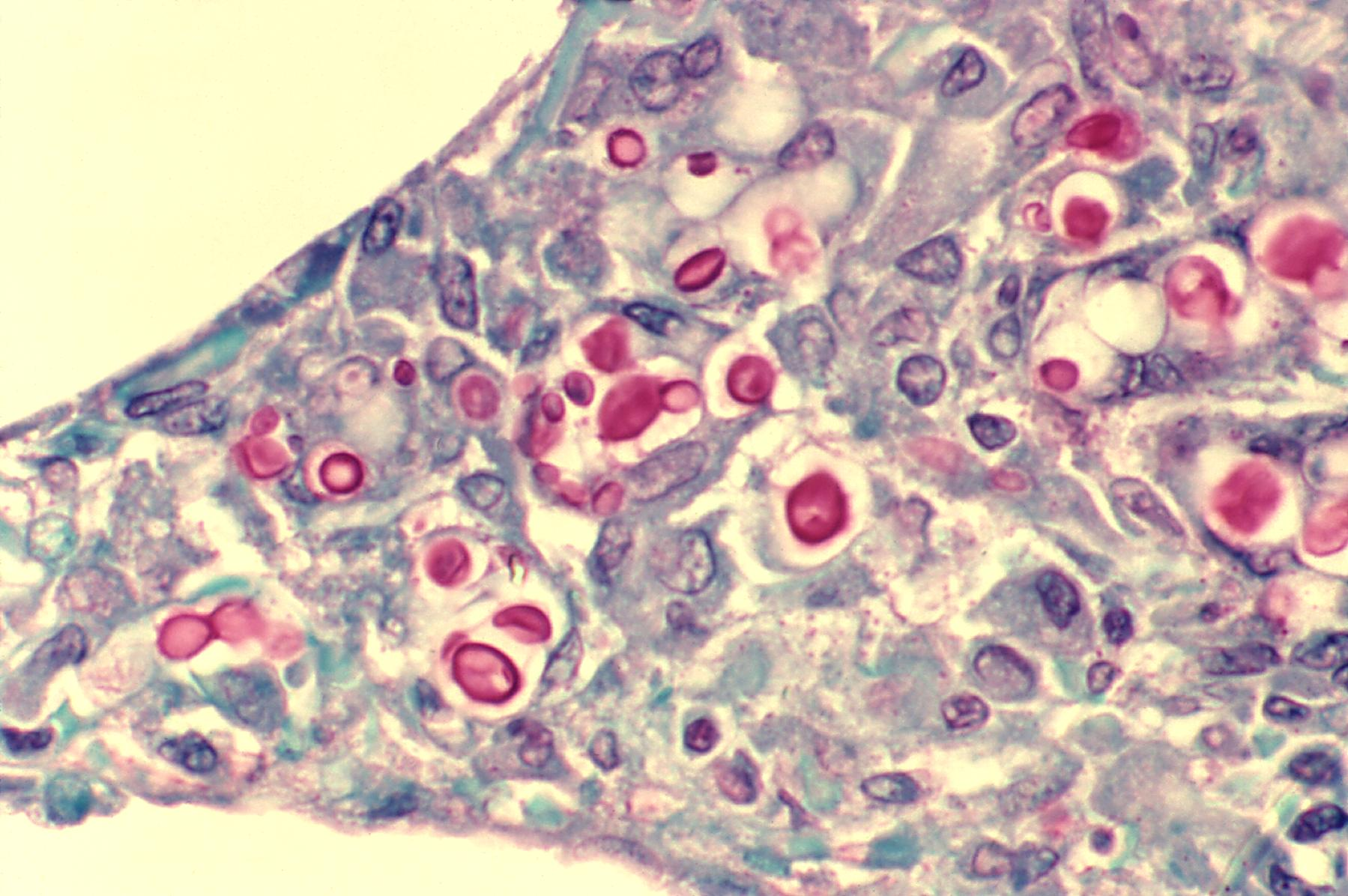
艾滋病患者肺部受新型隱球菌感染後急速惡化

## 预防
| 輸血                   | 90%    |
| 分娩(傳給胎兒)         | 25%    |
| 注射性毒品使用共用針頭 | 0.67%  |
| 经皮针扎               | 0.30%  |
| 肛交受方*              | 0.50%  |
| 肛交插入者*            | 0.065% |
| 陰莖陰道交媾女方*      | 0.10%  |
| 陰莖陰道交媾男方*      | 0.05%  |
| 口交接受者*            | 0.01%  |
| 口交插入者*            | 0.005% |
| * 假設未使用安全套     |        |

艾滋病毒其實脆弱，一旦暴露於空氣中（離開人體）便會很快死亡，因此艾滋病可以通过下面的措施来部分预防。已知的艾滋病感染途径就是体液交换及沒有全程正確使用安全套。帶有艾滋病血液（針筒上的血液）在空氣中不能立即死亡，濃度愈高生存時間愈長，長的則可達三日，即使浸在酒精消毒也能生存十分鐘。
艾滋病的主要传播途径有血液传播、母婴传播及性传播，因此可通过下列途径预防艾滋病：
- 安全性行为：除了高度可信的性伴侶外，在所有的性行为中使用安全套；除非能確定對方沒有患病，否則沒有全程正確使用保險套的性交和肛交是一种高危險行为（精液中病毒高，許多病患會以為吃藥就沒有傳染性，但至少也要確認血液病毒量長期維持在極低狀態，此時也只是代表無套性交的感染率下降，並非不會感染）。少数人与艾滋病感染者口交而透过伤口被感染，但这种方式通常被认为是低风险的。但是，无论如何，如果希望绝对的安全，在口交中也应当使用安全套。唾液的艾滋病毒濃度很低，接吻是不會感染艾滋病，除非對方口腔有傷口。
- 慎選性伴侶，安全性伴侶極為重要，雙方皆終身單一性伴侶風險最低，使用酒精毒品的社交環境及雜交風險最高；由於保險套會顯著的降低性交時男方的快感，因此偷拔保險套是很常見的，另外，許多愛滋病患也會感染其他性病，而其中有一部份是保險套無法完全預防的；而一夜情及雜交風險極高又多了「對方假裝自己沒有性病」的風險，避開使用酒精毒品的社交環境是自保的基本常識、這會讓人降低警覺性、造成危險甚至不願意的性行為；選擇忠誠性伴侶也可以有效降低危險性。
- 不要共用针筒及稀釋液，也不要使用已经被人使用过的针筒及稀釋液。注射毒品使用共用针头可能导致传染。
- 医护工作者遵循了安全措施就可以避免艾滋病在病人和工作人员间、病人之间的传播。通过针刺感染艾滋病的比率少于1比200。在職業暴露后一定時間（48小時）内口服阻斷藥物可以进一步减轻被感染的风险。在侵入性醫療及急救中，讓醫護及急救人員知道患者是否為愛滋病患對預防感染也很重要，因為應對愛滋病等級的安全防護及曝露後投藥成本高、對醫護人員身心負擔很大，不可能對每個病患都實施（消毒等級更高、暴露後投藥的副作用常強到讓人失去工作能力）。另外，即便是非侵入性醫療，醫師的知情與否常常是治療成敗的主因，因為病患必須因為愛滋病而改變醫療策略及調整藥物。
- 暴露前预防：前提是未感染方正確的採用預防性投藥，而感染方則正確服藥、且血液病毒量控制到極低；則傳染性稍低於保險套。但成本高、服藥麻煩、副作用會讓許多人無法忍受，而且許多愛滋病患同時患有其他性病；因此無法跟避孕藥一樣可靠及普及。
- 疫苗：儘管目前來說對於艾滋病的防治沒有有效的疫苗，2009年發佈的RV144單次試驗疫苗被發現能夠減小接近30%的患病機率。這也促使科研人員堅定對研究出真正能夠防治艾滋病疫苗的信心。對於RV144等疫苗的試驗都顯示效果不佳、無法上市。
- 不要輕忽雞尾酒療法的副作用及侷限性，不要高估藥物對傳染力的抑制力，不要輕忽一些愛滋病患的報復或輕忽行為帶來的風險，不要忘記許多愛滋病患同時患有其他性病：雖然說對愛滋病的治療已經達到只會小幅減損壽命的程度，但雞尾酒療法的副作用及侷限性仍然造成生活品質的明顯下降及明顯的痛苦；而且許多病患看似健康無病，一些病患堅持對性伴侶（及一夜情對象）隱瞞病情及無套性交，就產生了大量的受害者。

### 相關事項
基於以上，各國雖限制標準不一，但是有些地區會限制或禁止以下人士捐血標準。
- 在1977年（艾滋病發現大規模傳播的大致開始時間）或以後曾與生於或居於喀麥隆、中非共和國、乍得、剛果、赤道幾內亞、加篷、尼日爾或尼日利亞的人士有性行為。（HIV group O不易检验）
- 在1977年以後於撒哈拉以南非洲有活躍的性行為。
- 1988年之前接受血友病治療。
- 高危險性行為

## 治疗
雖然對於愛滋病治療投入了大量的資源研究，但醫學界目前沒有任何可以治愈愛滋病和人類免疫缺陷病毒（HIV）的方法，也沒有可行的疫苗，多數研究突破也沒辦法成為正規療法（藥物研究成功率極低）。目前美国食品药品监督管理局（FDA）已批准二十多个药物用于AIDS的治疗，但所有的治療方法都只能減慢或抑制病毒在體內的擴散，并不能有效地清除患者体内的人类免疫缺陷病毒（HIV），這些藥物也不能將傳染性降到極低，而且这些药物价格昂贵，且有较强的毒副作用，会诱发病毒耐药株的产生。

### 愛滋疫苗

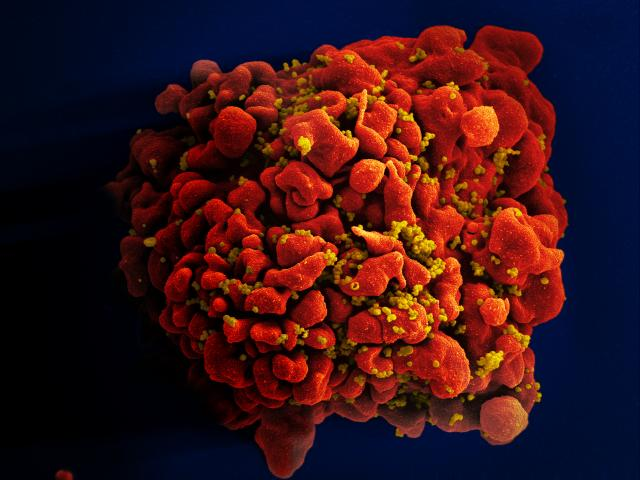
掃描電子顯微鏡照片顯示被愛滋病毒感染的H9型T細胞

2011年9月，英國研究人員移除愛滋病毒外套膜內的膽固醇後，發現病毒失去攻擊人體免疫系統的能力，人員估計可依循此方向，研究能預防病毒的疫苗。
2013年5月，香港大學研究出一種新型疫苗，成功令帶有愛滋病的小老鼠產生大量及有效針對愛滋病病毒的CD8+T細胞，以清除體內受病毒感染的細胞，並產生保護作用。此疫苗暫時只在老鼠身上進行實驗，預計最快於5年後進行人體測試。
2014年3月，華裔美籍愛滋病研究專家何大一，在《科學》雜誌刊登的研究指出，其醫學團隊研發一種新的注射藥物，在獼猴身上注射後，獼猴3個月內不受愛滋病毒入侵，為治療愛滋病帶來新的突破。新藥有助減低高危人士感染愛滋病的機會，並指出未研發愛滋病疫苗前，注射新藥物的方案可用於「中間的過渡期」。他又指藥物需要每季注射一次才能保持效用，但目前仍未在人體身上進行試驗，他們將與藥廠在美國展開臨床試驗，預計2015年獲得新藥的安全數據，並計劃於高危人士中展開類似臨床研究。
2020年，美國HVTN 702疫苗在泰國進行RV144臨床試驗三年多後宣布失敗，實驗結果是沒有顯著效果。

### 借抗癌藥殺愛滋
2013年4月，距離根治愛滋病邁進一大步，丹麥研究人員使用抗癌特效藥物「帕比司他」將愛滋病毒逼出去氧核醣核酸至細胞表面，人體免疫系統之後與特製疫苗聯手合作，把愛滋病毒徹底消滅。現進行人體測試，若研發成功，愛滋病或因此正式從絕症名單中剔除。然而在2014年的實驗中證實，停止帕比司他投藥後2-8周愛滋病毒將恢復運作，治癒愛滋的夢想暫時宣告失敗。

### 鸡尾酒疗法
美國於1981年發現新型疫症愛滋病之初，沒有一種藥物或療法能有效降低死亡率，每年全球的死亡人數有增無減。但到1995年，华裔美籍科學家何大一博士發明了雞尾酒療法，雖然並非徹底根治，但成功大幅減低死亡率，將發病時間無限期推遲，也使感染者血液的病毒数可以降低至无法验出的状况，從而大幅改善帶原者的健康、並降低其傳染性，不过鸡尾酒疗法不但成本高昂、對忘記服藥的忍受性低、許多感染者服藥後會有嚴重的副作用、而且有明顯的侷限性（例如無法抑制慢性發炎而提早罹患老人病、服藥後腸胃組織、大脑、生殖器官及精液仍有較高量的病毒、治療後的傳染風險仍高），医学界均认为艾滋病尚不能称之为可以治癒的疾病。
這項研發使何大一以「愛滋病研究者」（AIDS Researcher）的身分榮獲1996年的《時代雜誌》年度風雲人物。
预防艾滋病的疫苗仍在研制中，但进展很慢。至今，还没有一种有效的治疗方法可以完全治癒艾滋病，每年仍有大量的病患死于艾滋病，特别是在缺乏有效疗法和药物的第三世界國家（如非洲）。现在昂贵的艾滋病治疗方法主要针对HIV，目前仍未证实在治癒方面有效。艾滋病发病期产生的各种机会感染，有些可以对症下药進行治疗，或者在感染發生前就进行预防性治疗，但也有些机会感染很难治疗。在台灣，亦為中央研究院院士的何大一，則與台大醫院進行長期臨床醫療研究，進一步與全台灣各教學級醫院進行人體臨床實驗，以期加速進展台灣的HIV治療現況。原雞尾酒療法需要至少每日一次且服用多顆的狀況，已於2014年12月1日獲得改善；台大醫院、高雄榮民總醫院皆已提供每日一次一顆的治療方針。然而這仍非普遍性用法，主要在於新藥雖以雞尾酒療法將多種藥物合而為一，但與其他HIV藥品一樣，至少10年的研究尚未誕生，對於副作用的症狀說明仍較模糊，無明確的敘述。

### 倫敦病人、柏林病人和紐約病人事件
2005年11月，据英国廣播公司及一些报章称：一名25岁的伦敦男性居民安德魯·斯丁普森曾在2002年5月确诊感染艾滋病病毒，但未进行任何藥物治疗，在2003年10月检查时发现病毒已经消失。但负责治疗斯廷普森的切尔西和威斯敏斯特全民保健系统基金仍要求斯廷普森接受进一步检查，他有可能是第一位自己痊癒的HIV感染者。
另据美国媒体2008年11月12日报道，一名同时患有白血病和艾滋病的患者蒂莫西·雷·布朗在接受干细胞骨髓移植手术后，体内的HIV居然也全部消失了。蒂莫西·布朗早在1995年就感染愛滋病毒。治愈蒂莫西·布朗的吉罗·胡特是血液学专家，而非艾滋病专家。他在准备骨髓移植手术的过程中想起一篇论文，文中称一些人携带的一种让CCR5有缺陷的突变基因似乎能让他们先天具有抵御艾滋病病毒的能力，因为艾滋病毒进入免疫系统，必须同时结合免疫细胞表面的两种物质CD4和CCR5。这种自双亲遗传的基因称为“CCR5-Δ32”，能够阻碍艾滋病病毒对人体健康细胞的侵袭。吉罗·胡特便开始寻找携带这种基因、且能与患者骨髓相配型的捐献者。结果在80名骨髓配型成功的捐献者中，第61人被检测出带有“CCR5-Δ32”突变基因。找到合适的配型者后，患者还在医生的指导下做了一系列准备。他服用了一些效力强劲的药物，接受了放射性治疗，目的在于消灭其自身受到感染的骨髓细胞，使其免疫系统丧失功能。此外手术结束后，吉罗·胡特还停止给患者蒂莫西·布朗服用抗艾滋病的药物，因为研究小组担心，这些药物会干扰新骨髓细胞的生长。美国全国免疫疾病和传染病研究所主任安东尼·福奇博士表示，这种手术如果用作临床治疗的话费用太高，而且风险过大，但还是值得鼓励。吉罗·胡特则表示目前不能过于乐观。他说：“藏匿於體內的艾滋病毒有時很狡猾，未被殺清的病毒夥粒就会找機會再冒出来。”同时找到有让CCR5有缺陷的基因又適合移植給某人的骨髓也不容易。
2008年1月，瑞士科学家认为患者接受抗逆转录病毒药物治疗，压制住血液中的病毒后，可能不会通过性途径继续传播病毒。
2012年7月，波士頓布萊根婦女醫院的研究員發現，兩名患淋巴瘤的HIV帶原者，接受壓抑HIV的抗逆轉錄病毒藥物治療期間，移植骨髓後，兩人體內血液細胞的HIV基因竟開始消失，逐漸被捐贈者的健康細胞殺死和取代，完全消滅。兩人情況與全球首名藉骨髓移植根治HIV的病人蒂莫西·布朗相似，但兩人移植的是正常細胞，有別於蒂莫西·布朗的經挑選可抵抗HIV的基因突變細胞。
2022年2月15日，第29届逆转录病毒和机会性感染会议（CROI）上，威尔康奈尔医学院的研究团队表示纽约一名感染艾滋病毒且患有急性髓系白血病的女性在接受了干细胞移植后痊愈，成为全球第一位女性和第三位艾滋病治愈患者。

#### 相关事件
2018年11月26日南方科技大学副教授（事发时因“外出创业”而处于停薪留职状态）贺建奎在第二届国际人类基因组编辑峰会宣布，一对名为露露和娜娜的基因编辑型試管婴儿于11月在中国诞生。贺建奎称，这一对婴儿因CCR5基因被敲除，具有对艾滋病的免疫力。这对双胞胎基因组中的CCR5基因通过CRISPR-Cas9基因编辑系统敲除，其中一人是杂合敲除（只有一个基因座位上的CCR5基因被敲除）、一人是纯合敲除（一对CCR5基因都被敲除）。此事很快就引发巨大伦理学争议。《自然》杂志将贺建奎列入2018年十大人物，将贺建奎称为“基因编辑流氓”。
2019年12月，深圳市南山区人民法院以非法行医罪判处贺建奎有期徒刑三年、并处罚金人民币300万元。

### B细胞基因疗法
2022年，以色列特拉维夫大学通过CRISPR等基因工程技术在小鼠体内对B型白细胞进行改造，以将艾滋病的编码抗体基因带入B细胞，进而使其产生所需的抗体、中和HIV病毒，研究人员预期采取这种创新治疗方法，可通过一次性注射击败病毒，该论文于2022年6月发表在《自然-生物技术》学术期刊上。领导该项研究的Adi Barzel博士表示，在未来几年内，将能以这种方式生产治疗艾滋病、其他传染病和某些由病毒引起的癌症（如宫颈癌、头颈癌）的药物。

### 全球科研結果
此外，媒體曾多次報道全球的科研人員已發現多種可能有效醫治、甚至根治愛滋病的方法，現正進行一連串臨床測試，可算是給愛滋病携带者的一線曙光，包括：

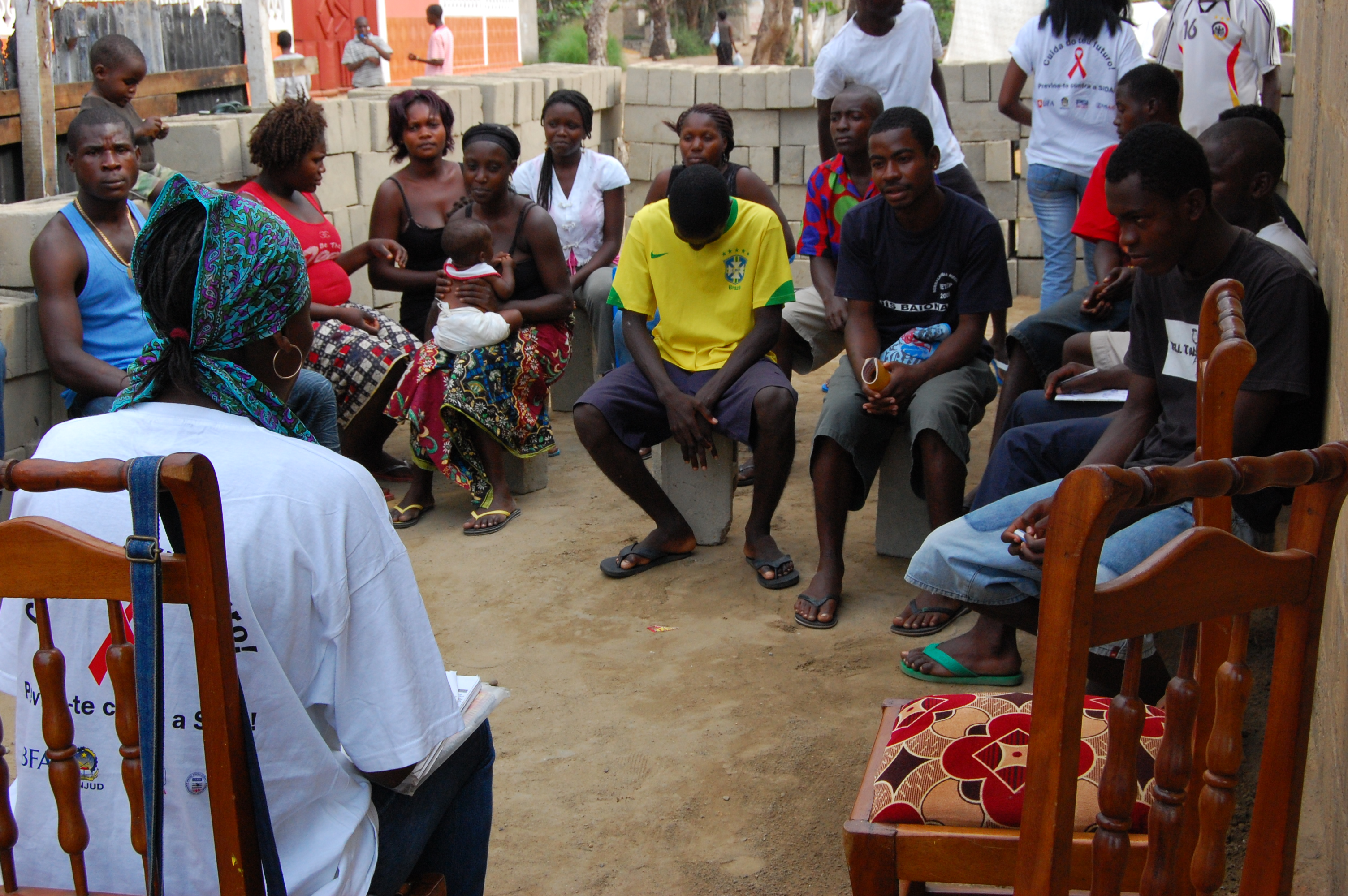
安哥拉愛滋病患聚會

#### 2007年：
6月德國科學家宣佈成功從人類細胞中分離出愛滋病毒（HIV），令細胞再次變得健康。愛滋病毒可被一種叫Tre的酶「剪走」，然後恢復健康，2010年前會在老鼠身上進行試驗，原本預計2017年前會找出根治愛滋病的方法但最終未成功。

#### 2009年：
6月加拿大蒙特利爾大學則發現或可徹底治癒愛滋病的方法，使用現時治療癌症的化學療法，可將藏在免疫系統記憶T細胞內的愛滋病毒一併殺死，故建議結合化療及雞尾酒療法同時對付愛滋病。
9月美国和泰国研究人员共同宣布，双方合作开发试验的一种“联合疫苗”RV144有希望将人体感染艾滋病病毒的风险降低31.2%。而2020年RV144專案在泰國宣布實驗失敗，用於高危人群試驗者的人體實驗後證明沒有顯著效果能降低感染。
12月
- 加拿大麦吉尔大学研究人员研制开发的新型艾滋病治疗方法首次临床试验获得圆满成功。该疗法可能比目前广泛接受的鸡尾酒疗法更有效。[114]
- 以美国罗切斯特大学教授罗伯特·班巴拉为首的研究小组或发现帮助艾滋病病毒在人体内传播与复制的基因，这项成果将有助于开发治疗艾滋病的疫苗或新药。[115]
- 加州大学洛杉矶分校艾滋病研究所的专家们宣布，他们能够找到一种可以杀死艾滋病病毒的干细胞，将有效的防治艾滋病病毒，该研究成果使成功治疗艾滋病的前景变得更为光明。[116]
- 由捷克和德国的科学家组成的研究小组日前宣布，他们正在研制一种新的化合物，动物实验显示，它能够阻止艾滋病病毒的复制增殖。该化合物日后可能被用于临床药物的开发。[117]

#### 2010年：
2月
- 英美科学家在1月31日的《自然》上宣布，他们合作进行的新研究发现整合酶的三维结构。整合酶在包括艾滋病病毒等逆转录酶病毒中可以被发现，并且帮助艾滋病毒在人体内复制。这项突破有助于科学家进一步解决艾滋病研究领域长达20年的一个难题，进而找到更佳的治疗艾滋病的方法。[118]
- 美国斯克里普斯研究所2月3日称，该所科学家发现了两种化合物，可作用于人类免疫缺陷病毒(HIV)蛋白酶的新的结合点位，从而为开发出疗效更好、更抗耐药性的新型艾滋病药物奠定了基础。[119]

3月
- 美国研究人员发现，香蕉凝集素能与艾滋病病毒表面的糖类化合物黏连，“封住”病毒遗传物质，从而阻断病毒进入人体的路径。根据这项发现，研究人员或可研究出可以有效治疗艾滋病的新疗法。[120]
- 美国约翰·霍普金斯大学的科学家发现目前正在使用的一种治疗痤疮的抗生素可有效阻止艾滋病毒扩散或复制。[121]
- 法国国家科研中心18日宣布，该机构的研究人员日前合成了一种分子，能够阻止艾滋病病毒在细胞间传播。[122]

12月德國研究員正研發一種針劑名為「VIR-576」的高效愛滋病藥物，試驗證實能減少患者血液內95%的愛滋病毒。該藥原理是先行佔據了愛滋病毒用作依靠的蛋白質肽，不讓病毒潛藏，從而避免病毒進一步入侵人體免疫細胞。

#### 2011年：
5月美國研究人員研製愛滋病疫苗取得重大突破，研究人員給24隻恒河猴注射實驗性疫苗，疫苗含有一種大部份人體內都有的巨細胞病毒（CMV），它的作用是當愛滋病毒最初進入體內，處於最脆弱的時候，立即啟動免疫系統攻擊病毒。猴子注射疫苗後，有效控制體內愛滋病毒逾一年，而且病毒更逐漸被清除，研究人員希望3年內研製出用於人體測試的愛滋病疫苗。

#### 2013年：
3月美國聖路易華盛頓大學醫學院研究發現，蜜蜂毒液可以殺死愛滋病毒。這項發現為研發預防愛滋塗劑，甚至是愛滋疫苗鋪路。
9月美國奧勒岡健康與科學大學，研究團隊發現，動物實驗發現，利用新型疫苗、可以有效殺死「猴免疫缺陷病毒」SIV，而這種病毒比人類免疫缺乏病毒HIV，還要毒十倍，為人類愛滋病治療帶來一線希望。以巨細胞病毒CMV當載具、做成SIV抗原疫苗，並以模擬性行為方式，先給16隻獼猴接種疫苗，再讓牠們感染SIV病毒，然後觀察24到30週後，人道毁灭后解剖發現有九隻獼猴完全驗不出SIV病毒，顯示疫苗可以清除SIV病毒。

#### 2019年：
10月北京大学與清华大学生科联合中心邓宏魁研究组、解放军总医院第五医学中心陈虎研究组、首都医科大学附属北京佑安医院吴昊研究组合作發表期刊論文，世界首次以基因编辑干细胞治疗艾滋病的嘗試獲得突破，該計畫由“柏林病人”和“伦敦病人”現象得到啟示，認為敲除CCR5受体就能治癒愛滋，問題在於如何敲除，因此CRISPR基因編輯法被納入一種路徑思維，先運用此技術在成体造血干细胞上敲除CCR5基因，结合已经在临床上成熟应用的干细胞移植技术移植给患者，改造過的造血干细胞在患者体内增殖最後也許能起治療效果，2017年起此專案開始推動，多種嘗試研發可能的基因工程技巧，之後为期19个月的临床观察发现CCR5基因编辑的T细胞表现出一定程度抵御HIV感染的能力，且效用長期存在，至此揭開了新一種治癒愛滋病的可能方案，此論文刊登於2019年下旬《新英格兰医学杂志》。

## 两种理论
少数科学家继续质疑HIV和艾滋病之间的关系，或HIV的存在。诺贝尔奖得主，聚合酶链反应的发明者，被誉为具有“近乎狂人创造者”的凱利·穆利斯，声明HIV并不引起艾滋病。有一些组织，例如包括了上百的“艾滋病不同意见者”的“重新评估HIV和AIDS理论科学团体（Scientific Group for Reappraising the HIV-AIDS hypothesis）”。他们通常拒绝参加艾滋病的会议。持这种意见的科学家从怀疑逆转录酶或艾滋病的的存在到流行学结论的测试方法，他们怀疑艾滋病作为一种独立疾病的存在以及批评常规艾滋病研究人员的方法，是為艾滋病重估运动。

## 現狀
到2002年為止，愛滋病這種全球性的傳染病沒有顯示出感染減慢的趨勢。據估計，全球有四千萬的愛滋病帶原者，大約有一千三百萬已經死於與愛滋病有關的疾病，主要是肺結核。如果這種趨勢繼續發展，估計全球愛滋病的死亡數字將達到像黑死病或西班牙流感的死亡數字。
在西方國家，由於對安全性行為的教育，愛滋病病毒的感染率開始有減慢的跡象。但是，在一些特殊人群中，感染率有再次升高的跡象。例如，在英國，診斷為愛滋病的人數從2000年到2001年上升了26%。主要涉及到公眾健康工作者，伴隨著非法的性工作者和毒品注射者，愛滋病將仍然是一個問題。愛滋病的死亡率也有一定程度的下降，因為有了被證明能有效的壓制愛滋病毒的用於治療愛滋病的藥物（目前公認最佳的療法為“雞尾酒療法”）。
在中國大陆地區，第一次發現愛滋病是在1985年6月，從一名阿根廷遊客身上發現，最後這位病人在北京協和醫院因併發症死亡。截止到1989年底，中國大陆已經發現愛滋病感染者172名，其中大部分是吸毒人士。當年在雲南吸毒人群中發現愛滋病標誌著中國愛滋病開始流行。中國政府近年來也積極對公眾進行愛滋病知識的宣傳教育，包括向性工作者和同性戀者間進行安全性行為的教育，但收效甚微，根据国家卫健委官网数据，2021年4月（2021年4月1日0时至4月30日24时），中国大陆地区（不含香港、澳门特别行政区）共报告法定传染病601558例，死亡1549人，其中艾滋病报告5283例，死亡1363例。
在臺灣，1984年12月首次發現愛滋病個案，在一名外籍過境旅客驗出，並在1986年2月底首次發現臺灣人感染案例。1988年起規定捐血者所捐血液要經過檢驗確定無病毒後才可使用，1990年公佈《後天免疫缺乏症候群防治條例》。為增加可能罹患HIV的人篩檢的意願，政府在一些指定醫院開辦“匿名篩檢”。台灣籍的愛滋病感染者及病患在台灣可享受免費的醫療服務，由政府負擔相關醫療費用。但2006年1月1日起，愛滋病不再列入台灣全民健康保險重大傷病範圍，另由政府編列公務預算；但由於愛滋病患人數上升，對其它疾病及公衛預算產生排擠效應。截至西元2019年11月30日，臺灣累計感染人數為39,533人，其中男性佔37,444 (94.72% )，而累計全死因死亡人數為6,749人。
在香港，1984年發現的首例受愛滋病病毒感染個案；並於1985年發現首宗愛滋病發個案。截至2012年12月31日，香港衛生署的愛滋病病毒感染累積個案統計：自1984年以來，累積發現5,783人受愛滋病病毒感染。自1985年以來，累積發現1,353宗愛滋病個案。在2011年第一季，肺囊蟲肺炎是最常見的愛滋病併發症。衛生署提供免費及身份保密的愛滋病抗體檢測，多年來性行為都是愛滋病感染的主要途徑。截至2008年9月統計，自1984年首宗病毒感染個案起，經由性接觸感染的愛滋病病毒感染案例佔74%；由性接觸感染的愛滋病患者佔85%。香港的愛滋病活動由政府和多個志願組織主理。政府主要負責愛滋病感染的監控和政策的制定，並與其他非政府機構一同為社區提供預防或治療教育和推廣工作。
澳門衛生局自1986年首次發現外地輸入的愛滋病毒感染個案，截至2012年12月31日，總計有508人感染愛滋病毒，當中73人已病發。45%染病者為從事娛樂行業的外籍人。性接觸是主要的傳播途徑（66%），當中以異性性接觸感染最多（56%），同性性接觸感染佔9%；靜脈注射吸毒的感染率佔感染個案的14%；其餘則為母嬰傳播、輸血感染及不詳。
在第三世界國家，經濟狀況以及缺乏性教育都得感染率維持在很高的比例。一些非洲國家有高達25%的成人勞動力人口是HIV攜帶者。當中，在非洲中部及東部的十多國的部落傳統有為第一次來經、喪夫、流產或墮胎之婦女進行的性清潔習俗，也被認為與愛滋病的傳播與成長有關係，肯尼亞霍马湾郡有逾30%人口是愛滋病病毒攜帶者，據當地一名日本義工所說，是因為當地人盛行濫交甚至直接走進草叢發生性行為，但少用保險套所致，當這些人口表現出愛滋病的病症時，他們將失去工作的能力，同時需要醫療保護。這很可能引起本地區社會和國家的衰退，進一步增加了他們必須面對的困難。這個地區的很多政府多年來一直否認這個問題的存在，直到現在才開始對這種情況進行工作。缺乏醫療保護，對疾病及其起因的無知，以及教育和治療的資金問題是第三世界愛滋病病人死亡的主要原因。
| 地區             | HIV攜帶者或 愛滋病患者總數（萬） | 新增感染者                  | 新增感染者                  | 新增感染者                  | 2020年 死亡人數               | 2020年 正在接受治疗人数（万） |
| 地區             | HIV攜帶者或 愛滋病患者總數（萬） | 合计                        | 15岁及以上                  | 15岁以下                    | 2020年 死亡人數               | 2020年 正在接受治疗人数（万） |
| 非洲东部和南部   | 2 060（1 680-2 440）             | 670 000 （470 000-930 000） | 600 000 （410 000-830 000） | 75 000 （49 000-130 000）   | 310 000 （220 000-470 000）   | 1600 （1540-1610）            |
| 亞洲和太平洋地區 | 580（430-700）                   | 240 000 （170 000-310 000） | 230 000 （170 000-300 000） | 13 000 （8100-18 000）      | 130 000 （87 000-200 000）    | 370 （350-360）               |
| 非洲西部和中部   | 470 （390-580）                  | 200 000 （130 000-330 000） | 150 000 （87 000-250 000）  | 55 000 （35 000-82 000）    | 150 000 （100 000-210 000）   | 350 （330-350）               |
| 拉丁美洲         | 210 （140-270）                  | 100 000 （66 000-150 000）  | 100 000 （65 000-140 000）  | 2300 （1400-4200）          | 31 000 （20 000-46 000）      | 140 （130-140）               |
| 加勒比地区       | 33 （28-39）                     | 13 000 （8700-18 000）      | 12 000 （7800-17 000）      | 1200 （750-1800）           | 6000 （4300-8500）            | 22 （21-22）                  |
| 中東和北非       | 23 （19-31）                     | 16 000 （12 000-28 000）    | 15 000 （11 000-26 000）    | 1400 （1100-2100）          | 7900 （6000-13 000）          | 9.6 （8.9-9.4）               |
| 東歐和中亞       | 160 （150-180）                  | 140 000 （120 000-160 000） | 130 000 （110 000-150 000） | *                           | 35 000 （28 000-43 000）      | 87 （83-87）                  |
| 西歐、中欧及北美 | 220 （190-260）                  | 67 000 （53 000-81 000）    | 66 000 （53 000-80 000）    | *                           | 13 000 （9200-17 000）        | 190 （180-190）               |
| 合計             | 3770万 （3020万-4510 万）        | 150万 （100万-200万）       | 130万 （91万–180万）        | 150 000 （100 000–240 000） | 680 000 （480 000–1 000 000） | 2 750万 （2 650万-2 770 万）  |

*由于数量少，估计数未公布。

## 世界紀念日
12月1日是世界愛滋病日，這天旨在提高公眾對HIV引起的愛滋病在全球傳播的意識。訂為12月1日是因為第一個愛滋病病例是在1981年此日診斷出來的。從此，愛滋病已造成超過兩千五百萬人死亡。即使最近世界許多地區的治療管道已經改善，2005年仍有310萬左右（280萬到360萬之間）人死於愛滋病，其中約有57萬人是兒童。
愛滋病日的概念來源於1988年，由全球衛生部長在關於愛滋病預防計劃的高峰會議上（World Summit of Ministers of Health on Programmes for AIDS Prevention）提出的。從此，這個概念被全球各國政府、國際組織和慈善機構採納。
世界愛滋病日的標誌是紅綢帶，表示對HIV陽性者及與他們共同生活者的關懷與接納，並團結一致對抗愛滋。

## 圖像

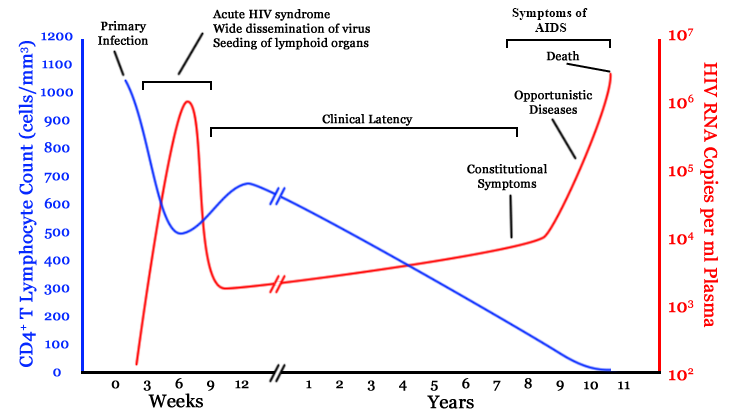
一般情況下未受治疗的HIV携带者之病毒增長及免疫細胞減少隨時間變化的趨勢圖表（藍線：+ T淋巴球在每立方公釐(微升)血漿的數量；紅線：HIVRNA在每毫升血漿的複本數量）
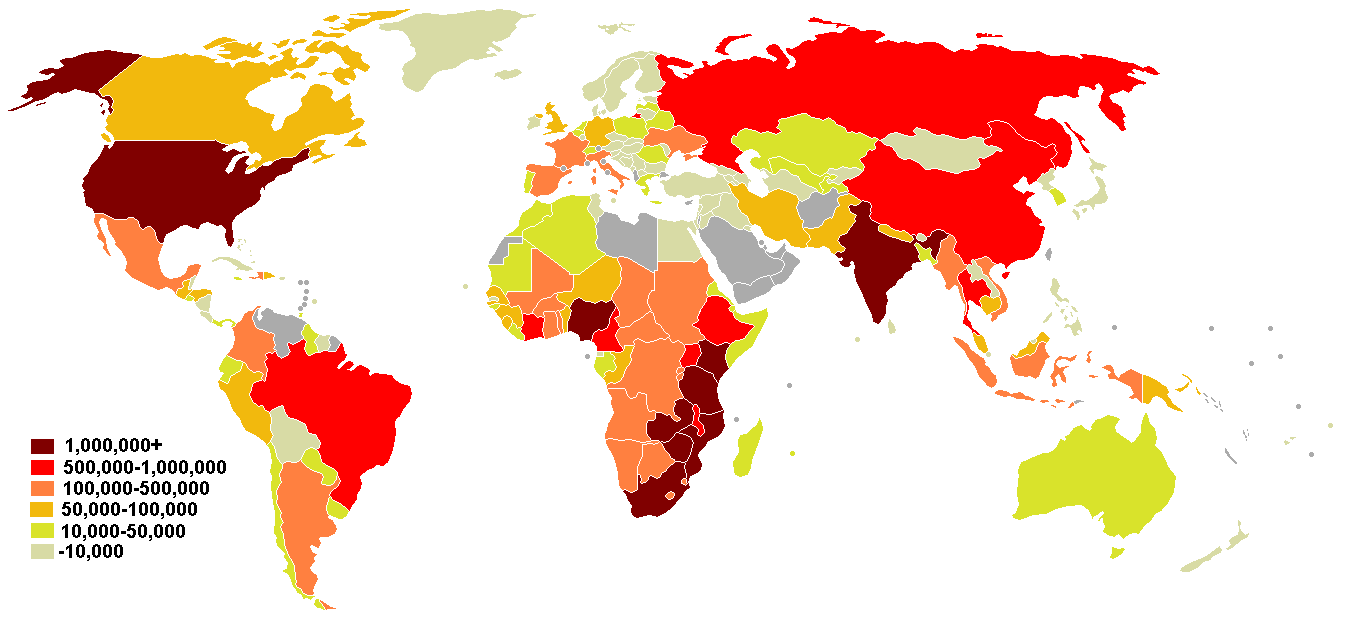
全球HIV携带者分佈（2008年）
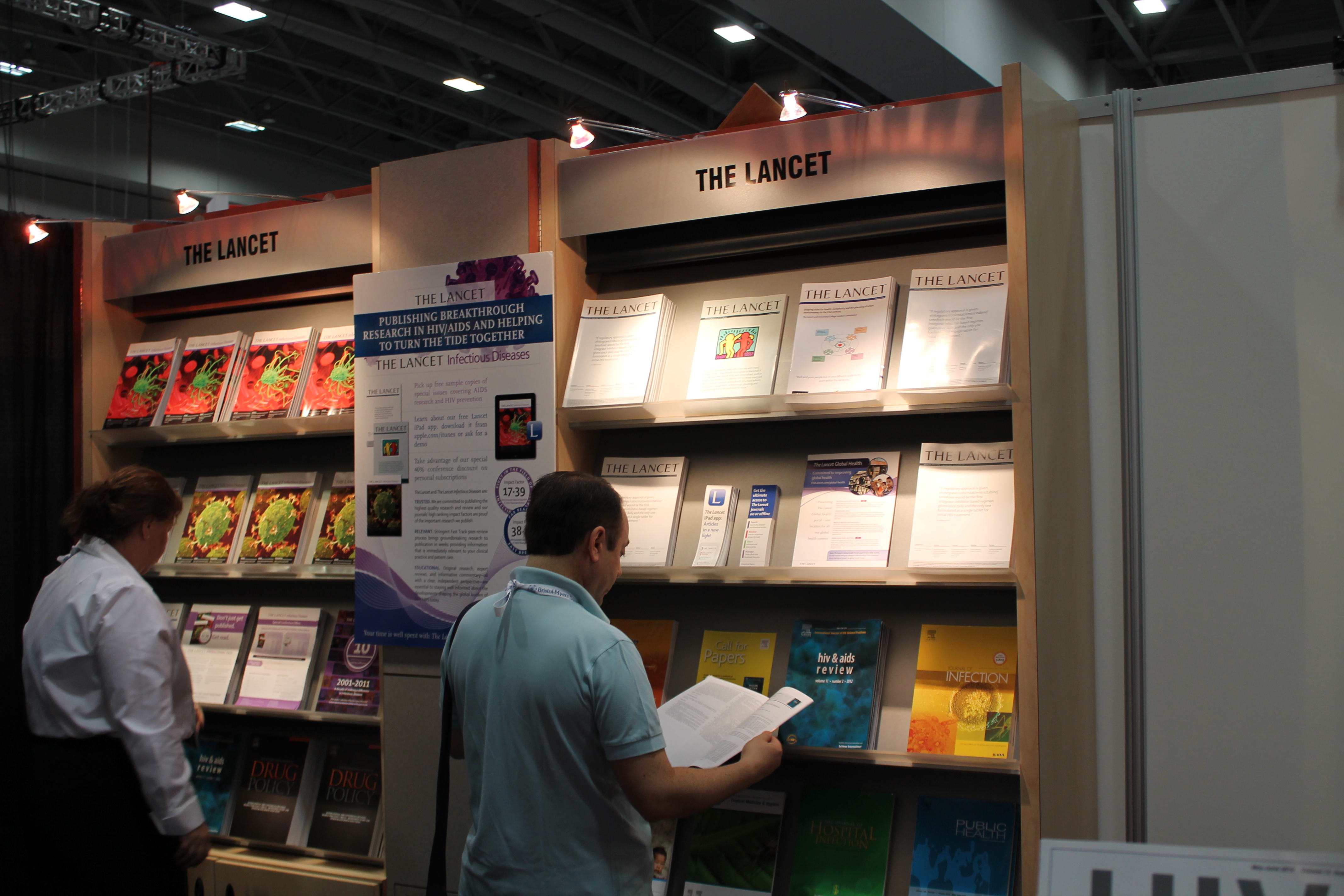
2012年的國際愛滋醫學大會